# Johann Bernoulli
Johann I Bernoulli o Jean I Bernoulli (Basilea, 27 luglio 1667 – Basilea, 1º gennaio 1748) è stato un matematico svizzero, uno dei più importanti scienziati della famiglia Bernoulli, fratello minore di Jakob, il capostipite della famiglia.
Educò il grande matematico Eulero ed è conosciuto per i suoi contributi al calcolo infinitesimale. Alla famiglia Bernoulli è stato dedicato un asteroide, 2034 Bernoulli.

## Biografia
Johann cominciò a studiare medicina all'Università di Basilea. Suo padre cercò di costringerlo a occuparsi del negozio, ma Johann disertò e convinse il genitore a fargli studiare medicina. A diciott'anni (1690) ottenne il diploma di Magister artium, con una dissertazione sull'effervescenza e sulla fermentazione, ma poco tempo dopo (1691-1692) capì di aver fatto un errore scegliendo la medicina e cominciò a studiare la matematica al fianco di suo fratello maggiore Jakob, componendo due piccoli manuali sul calcolo differenziale e su quello integrale; tuttavia nessuno dei due è stato pubblicato per molto tempo.
Dopo la laurea all'Università di Basilea Johann Bernoulli insegnò equazioni differenziali. Successivamente, nel 1694 Johann Bernoulli sposò Dorothea Falkner e subito dopo, nel 1695, accettò il posto di professore di matematica all'Università di Groninga. Nel 1705, alla morte del fratello Jakob dovuta a tubercolosi, gli succedette nella cattedra di matematica a Basilea.

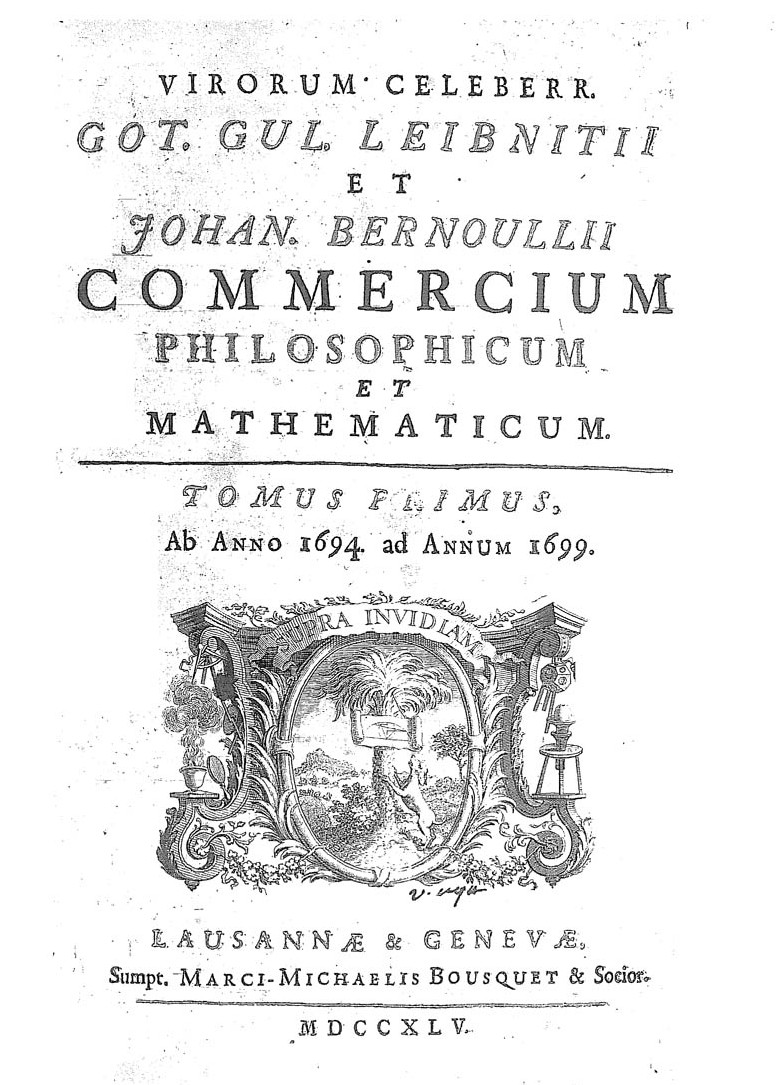
Commercium philosophicum et mathematicum (1745), raccolta di lettere tra Leibnitz e Bernoulli

Johann Bernoulli fu più proficuo del fratello in matematica e contribuì molto a diffondere il calcolo differenziale e integrale in Europa; il suo campo d'attività comprendeva oltre la matematica, la fisica, la chimica e l'astronomia. In scienze applicate, lavorò in ottica, scrisse una teoria delle maree e uno studio matematico sulle vele dei bastimenti; inoltre enunciò il principio degli spostamenti virtuali in meccanica.
Come studente del calcolo infinitesimale di Leibniz, egli infatti ebbe con lui una fitta corrispondenza e nel 1713 difese la sua causa contro Newton. A causa di questa opposizione verso Newton e degli studi che aveva fatto sotto la guida di Cartesio, Johann Bernoulli sostenne anche la teoria dei vortici di Cartesio contro la teoria della gravitazione di Newton.
Nel 1724 partecipò a una competizione sponsorizzata dalla francese Académie Royale des Sciences, che chiedeva di risolvere la seguente questione: "Quali sono le leggi per cui un corpo rigido, messo in movimento, sposta un altro corpo della stessa natura, fermo o in moto, incontrato nel vuoto o in un altro mezzo materiale?"
In difesa di un punto di vista precedentemente esposto da Leibniz, Johann Bernoulli ipotizzò che fosse richiesta una forza infinita ed esterna al corpo in modo da renderlo elastico e vincere le forze resistenti che rendevano il corpo rigido. In conseguenza di questa ipotesi, venne squalificato dalla competizione, che fu vinta da Maclaurin. Comunque, l'articolo di Bernoulli fu in seguito accettato nel 1726, quando l'Accademia considerò lavori concernenti i corpi elastici. In quell'anno il premio fu vinto da Mazière. Bernoulli, tuttavia, ricevette onorevole menzione in entrambe le competizioni.
Ai fratelli Jacob e Johann Bernoulli la UAI ha intitolato il cratere lunare Bernoulli.

### Rivalità familiari
Sebbene Jakob e Johann avessero lavorato insieme prima che Johann si laureasse all'Università di Basilea, dopo questo fatto i due svilupparono una relazione di gelosa competizione. Jakob fu geloso della posizione di Johann e i due spesso tentarono di farsi fuori a vicenda. Dopo la morte di Jakob la gelosia di Johann si riversò nei confronti del suo figlio talentuoso, Daniel. Nel 1738 il duo padre-figlio pubblicò quasi simultaneamente lavori separati sull'idrodinamica. In realtà Daniel fu raggirato dal padre e dall'amico Euler, dopo aver saputo delle manovre del padre finalizzate ad accreditarsi i meriti dei suoi studi sul moto dei fluidi dichiaró: "di tutta la mia Hydrodynamica, per la stesura della quale in tutta onestà non devo a mio padre una virgola, mi trovo defraudato all'improvviso, perdendo in una sola ora i frutti di dieci lunghi anni di duro lavoro"..

## Contributi alla matematica

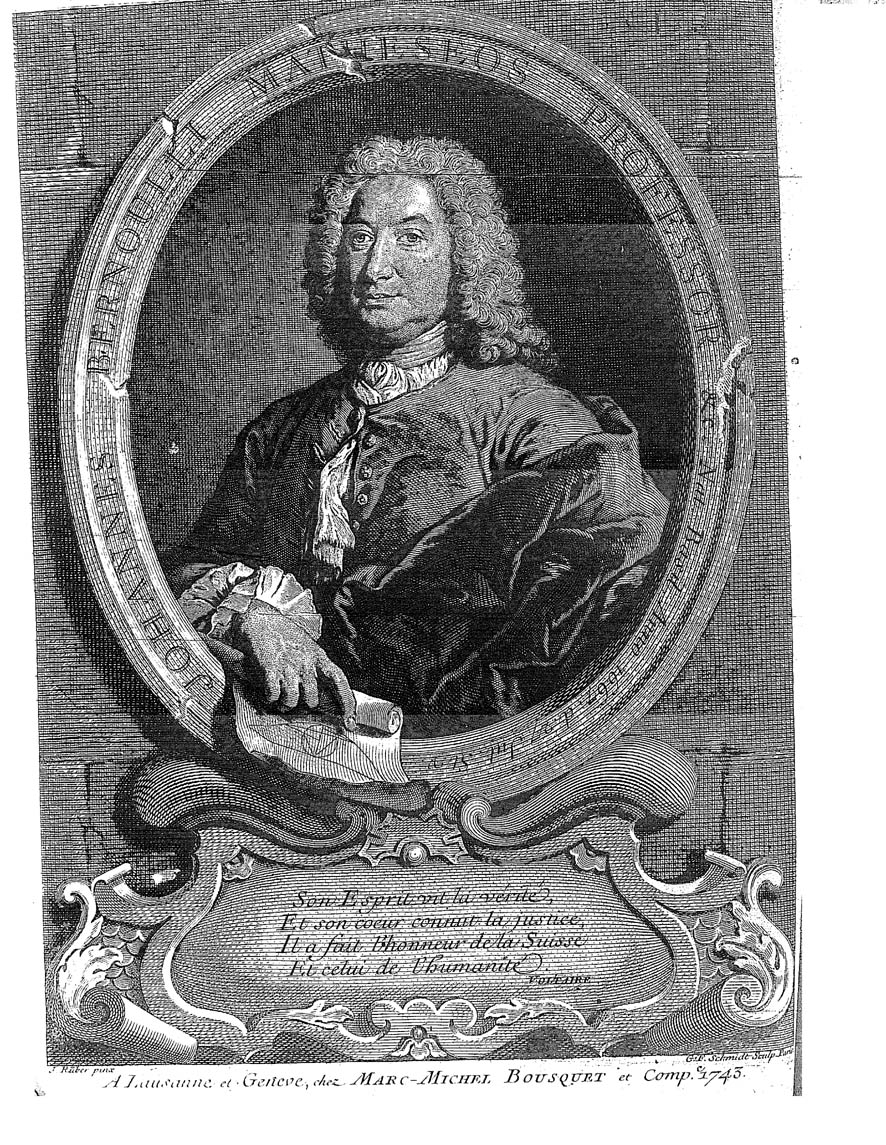
Opere, 1742

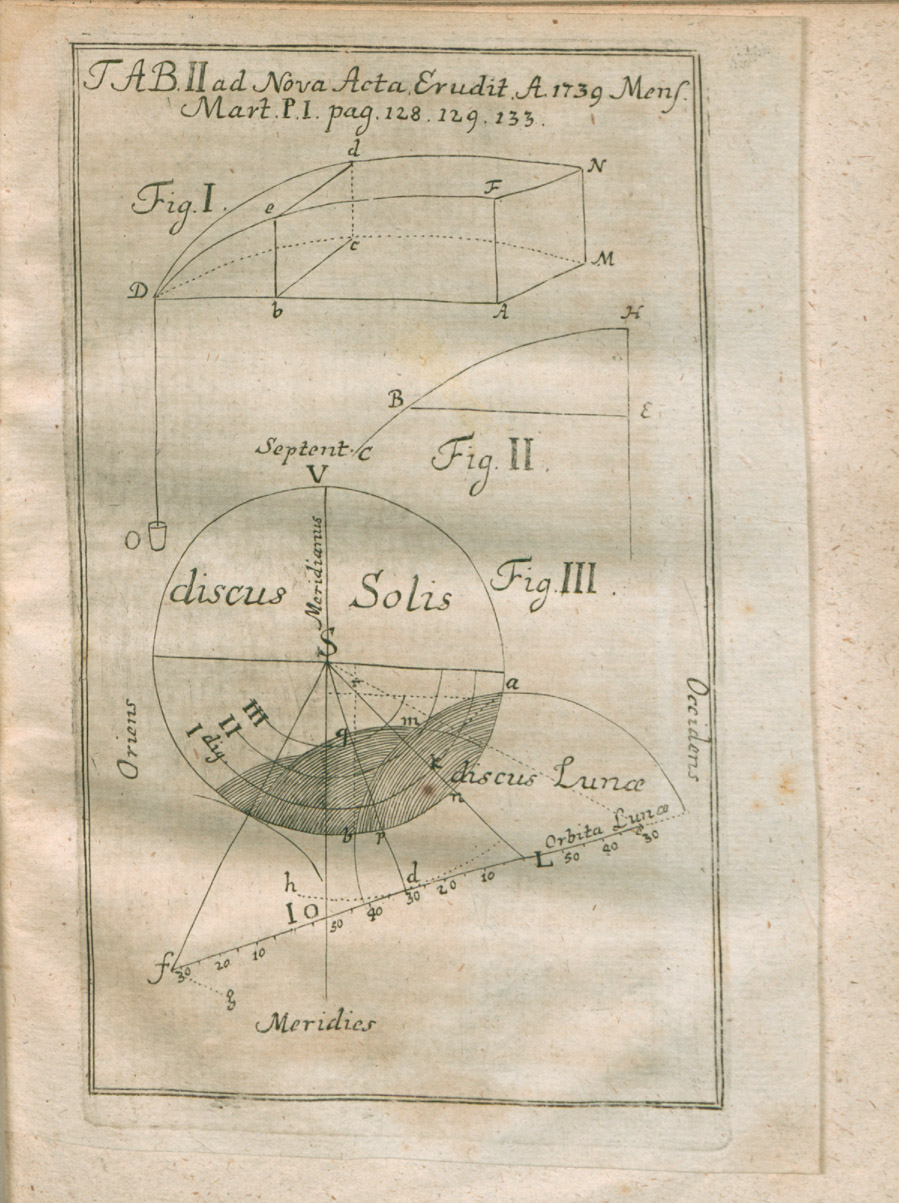
In alto illustrazione pubblicata sugli Acta Eruditorum del 1739 relativa alla Dissertatio de Ancoris

Nel 1691 Johann Bernoulli accentuò ancora le tensioni con i suoi fratelli nel momento in cui riuscì a risolvere il problema della catenaria proposto da Jakob. Nel 1696 Johann Bernoulli propose il problema della brachistocrona (per questo viene spesso considerato l'inventore del calcolo delle variazioni), sebbene l'avesse già risolto lui stesso. In due anni egli ricevette cinque risposte, una delle quali da suo fratello maggiore, Jakob. Bernoulli propose anche un moto perpetuo di energia fluida.
Egli inoltre diede contributi alla geometria differenziale con le sue ricerche intorno alle linee geodetiche di una superficie. A lui viene spesso attribuita anche l'invenzione del calcolo esponenziale. In analisi matematica, è dovuta a lui la dimostrazione (sebbene alcune parti non propriamente giustificate) dell'affascinante identità detta sogno del sophomore.
Johann conosceva anche le relazioni esistenti tra funzioni trigonometriche e logaritmi immaginari.
In lettere scambiate con altri matematici discusse anche la questione dei logaritmi di numeri negativi. Egli cercò di sviluppare la trigonometria e la teoria dei logaritmi da un punto di vista analitico.
Johann Bernoulli aveva pubblicato anche moltissimi scritti su parecchi aspetti avanzati dell'analisi (l'isocrona, i solidi di minima resistenza, la catenaria, la trattrice, le traiettorie, le curve caustiche, i problemi isoperimetrici), conquistandosi una buona fama.

### Controversie con Guillaume de l'Hôpital
Bernoulli fu scelto dal marchese de l'Hôpital per essere aiutato a studiare matematica. Bernoulli e de l'Hôpital firmarono un contratto che, dietro il compenso di un salario regolare, dava a de l'Hôpital il diritto di usare le scoperte di Bernoulli come meglio credeva. Tale contratto ebbe come risultato uno dei principali contributi di Bernoulli, risalente al 1694, che da allora fu sempre conosciuto come la regola di de l'Hôpital sulle forme indeterminate. Questa regola, oggi molto nota, fu incorporata da de l'Hôpital nel primo manuale di calcolo differenziale che sia mai stato stampato, intitolato Analyse des infiniment petits e pubblicato a Parigi nel 1696.
Nella prefazione l'autore ammette di dovere molto a Leibniz e ai Bernoulli, specialmente al «giovane professore di Groningen». Johann Bernoulli scrisse al marchese de l'Hôpital per ringraziarlo di avere fatto il suo nome nel libro, ma dopo la morte del marchese, avvenuta nel 1704, Bernoulli in numerose lettere ad altri matematici accusò sostanzialmente l'autore di plagio. I contemporanei consideravano infondate le pretese di Bernoulli: la pubblicazione recente della corrispondenza tra Bernoulli e de l'Hôpital mostra però che gran parte del lavoro era evidentemente dovuto a Johann Bernoulli. Bernoulli non pubblicò mai il suo manuale sul calcolo differenziale (esso vide finalmente la luce soltanto nel 1924), mentre il testo sul calcolo integrale apparve cinquant'anni dopo che era stato scritto, nell'edizione della sua Opere nel 1742.

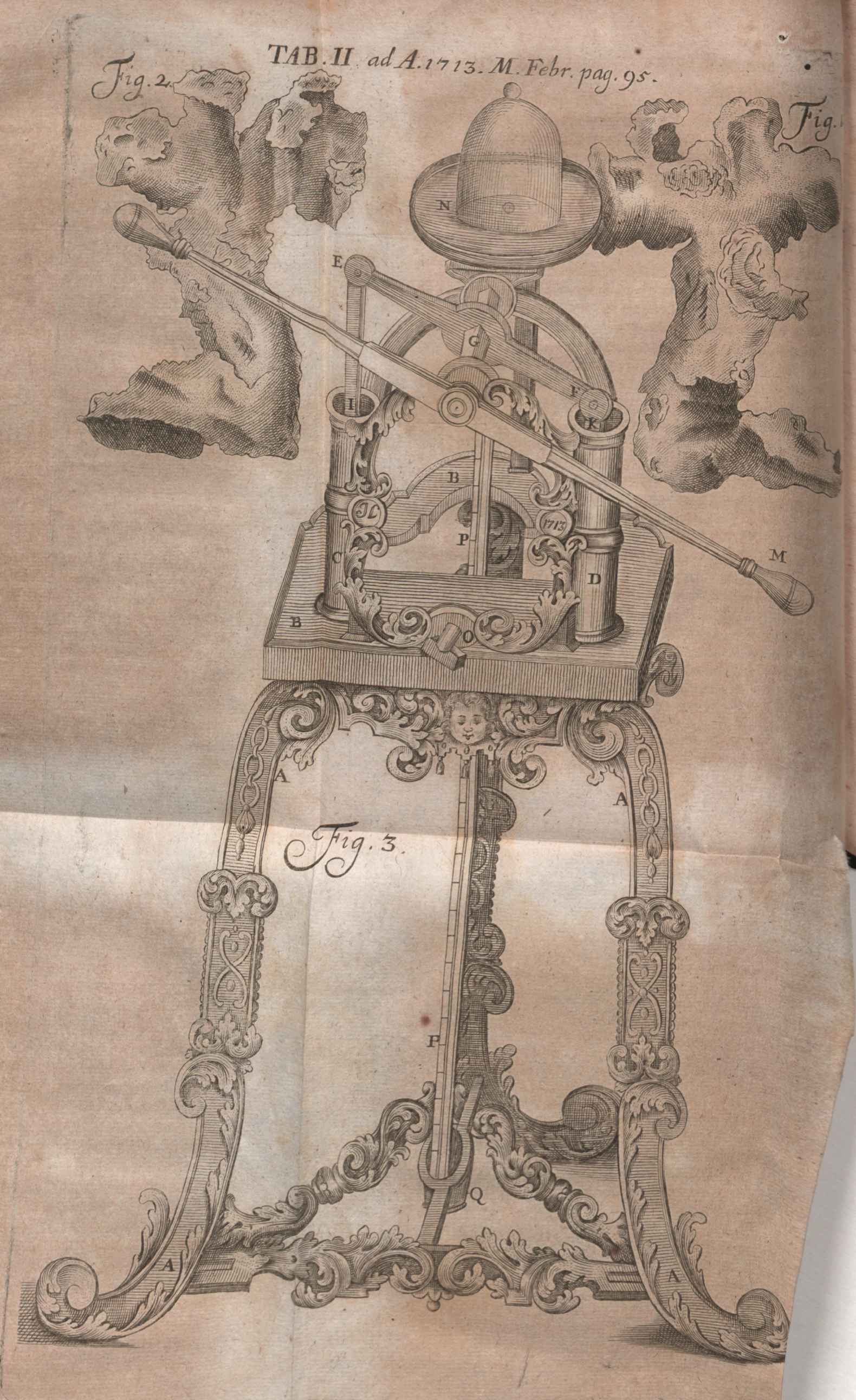
Illustrazione all'articolo De motu corporum gravium... pubblicato sugli Acta Eruditorum del 1713

## Opere
- (LA) De motu musculorum, Venezia, Giovanni Antonio Pinelli & Almoro Pinelli, 1721.
- (FR) Recherches physiques et géométriques sur la question comment se fait la propagation de la lumiere, Paris, Imprimerie Royale, 1736.
- (FR) [Opere], vol. 1, Lausanne, Marc Michel Bousquet & C., 1742.
  - (FR) [Opere], vol. 2, Lausanne, Marc Michel Bousquet & C., 1742.
  - (FR) [Opere], vol. 3, Lausanne, Marc Michel Bousquet & C., 1742.
  - (FR) [Opere], vol. 4, Lausanne, Marc Michel Bousquet & C., 1742.
- (FR) Analyse de l'Opus Palatinum de Rheticus et du Thesaurus mathematicus de Pitiscus, Parigi, sn, 1786.